# زكريا حدوش
زكريا حدوش (19 أغسطس 1993 بالجزائر - ) هو لاعب كرة قدم جزائري في مركز الوسط .

## روابط خارجية
زكريا حدوش على موقع قاعدة بيانات كرة القدم.إي يو (الإنجليزية)
- زكريا حدوش على موقع Soccerway.com (الإنجليزية)
- زكريا حدوش على موقع أوليمبيديا (الإنجليزية)